# 휘켈호벤

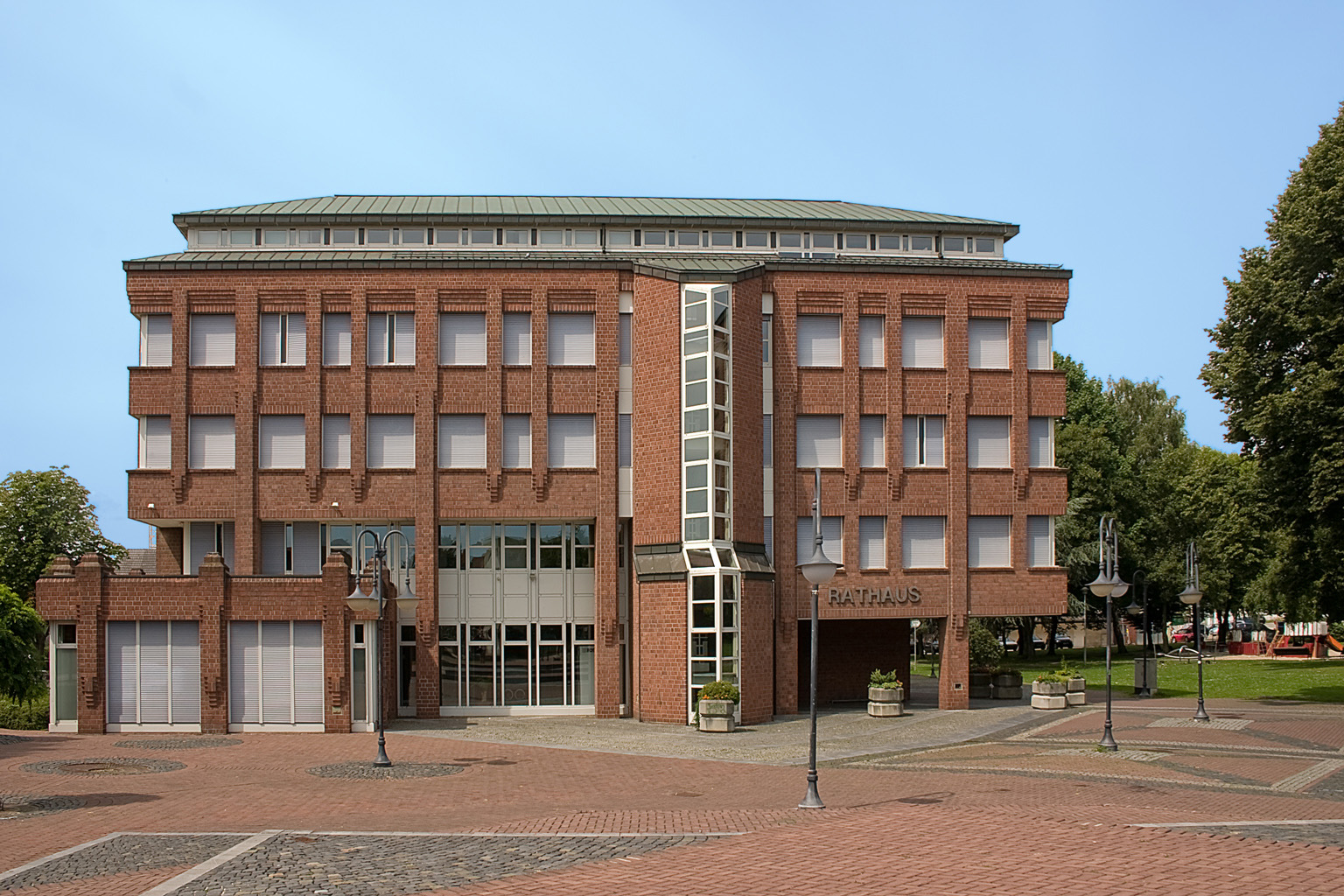
타운 홀

휘켈호벤(독일어: Hückelhoven)은  독일 노르트라인베스트팔렌주에 위치한 도시이다. 루르 강과 접하며, 하인스베르크에서 동쪽으로 약 10km, 묀헨글라트바흐에서 남서쪽으로 20km, 네덜란드와 국경에서 약 15km 떨어져 있다.